# 卡拉瓦萨斯德丰蒂杜埃尼亚
卡拉瓦萨斯德丰蒂杜埃尼亚，是西班牙卡斯蒂利亚-莱昂塞戈维亚省的一个市镇。 总面积15平方公里，总人口65人（2001年），人口密度4人/平方公里。